# Artemis I
Artemis I (původně Exploration Mission 1, zkratkou EM-1) byl druhý nepilotovaný let lodi Orion a zároveň první let programu Artemis; zahájen byl prvním letem rakety Space Launch System (SLS). Termíny startu ze startovacího komplexu 39B v Kennedyho vesmírném středisku byly v létě a na podzim 2022 několikrát zrušeny kvůli technickým potížím a počasí. NASA nakonec raketu s lodí úspěšně vypustila 16. listopadu 2022 v 06:47 UTC. Kosmická loď Orion strávila ve vesmíru 25,5 dne, z toho zhruba polovinu doby na dráze kolem Měsíce, a úspěšně přistála 11. prosince 2022 v Tichém oceánu nedaleko mexického státu Baja California. Po tomto prvním letu programu Artemis má v roce 2025 následovat mise Artemis II, která současně bude prvním pilotovaným letem Orionu.

## Přehled

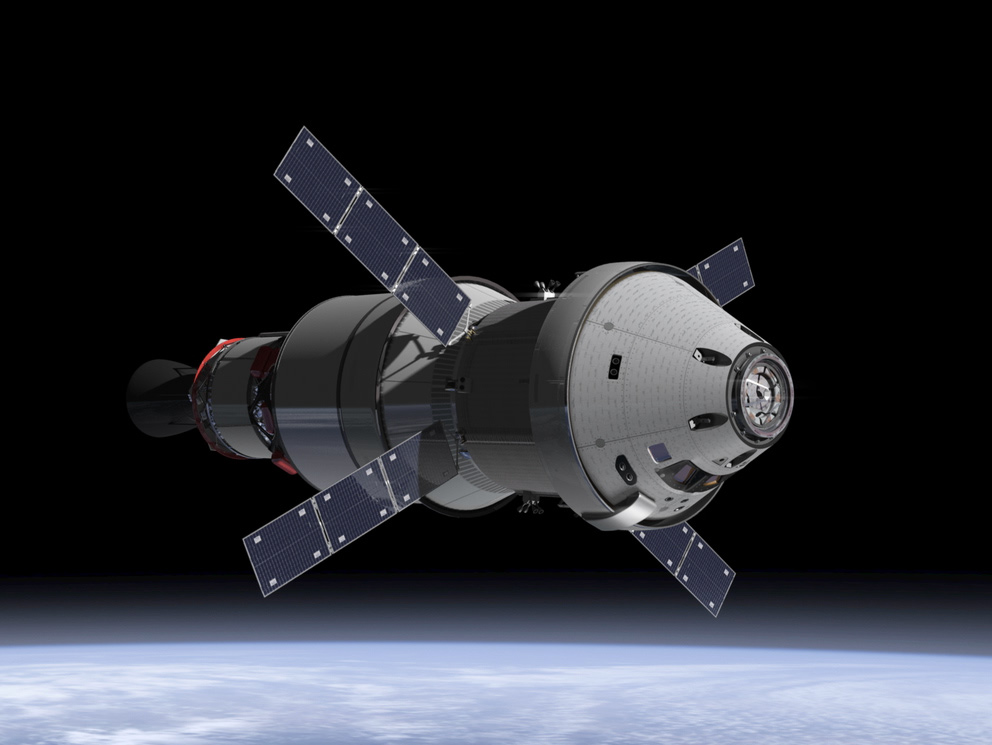
Kosmická loď Orion s 2. stupněm ICPS na oběžné dráze

Pro misi byla využita raketa SLS ve verzi Block 1 složená ze: 
- dvou pětisegmentových urychlovacích bloků na pevné palivo (SRB), každý o délce 54 metrů a průměru 3,7 metru,[4]
- centrálního stupně o průměru 8,4 metru a délce 64,6 metru,[5] se čtyřmi motory RS-25D, které dříve létaly na raketoplánech Space Shuttle,
- a kryogenního druhého stupně (ICPS) s jedním motorem RL-10B-2.

Kosmická loď Orion pro misi Artemis I nese výrobní číslo 002. Kuželovitý obytný modul je 3,3 metru vysoký s průměrem 5 metrů, vnitřní hermetizovaný prostor dosahuje 19,5 m3. Výška servisního modulu je 4,75 metru při průměru 4,75 metru.  Na servisním modulu jsou dále připojeny čtyři solární panely o rozměrech 7,3 krát 2 metry, jejichž největší rozpětí dosahuje 19 metrů. Startovní hmotnost celé lodi včetně paliva dosahuje 32 650 kilogramů, z toho obytný modul 9 350 kg, servisní modul 14 000 kg a startovní záchranný systém 7 600 kg.
Celková výška sestavy rakety SLS a lodi Orion byla 98,3 metru a hmotnost dosáhla 2 603 tun včetně paliva a 1 588 tun bez něj.
Primárním cílem mise Artemis I je ověření tepelného štítu modulu Orion, který musí snést tepelné zatížení při návratu do atmosféry rychlostí asi 39 500 kilometrů za hodinu (11 kilometrů za sekundu), přičemž nejvyšší teploty dosáhnou asi poloviny teploty povrchu Slunce, tedy přes 2 500 stupňů Celsia. Dalšími cíli je ověřit funkčnost všech systémů včetně optického navigačního systému na Orionu a demonstrovat předvedení letových operací ve všech režimech letu, a to nejen lodi Orion a rakety SLS, ale i zařízení na Zemi. Při letu bude samozřejmě shromážděno množství dat, která poslouží pro přípravu budoucích misí Artemis. Bude také vypuštěno 10 cubesatů zaměřených na pozorování Měsíce a testování technologií.

## Přípravy mise
Podle zákona týkajícího se financování NASA do roku 2013, schváleného americkým Kongresem v září 2010, měl být do roku 2016 vypuštěn nový nosič označovaný HLV (Heavy Lift Launch Vehicle). NASA v září 2011 odhalila podobu a pojmenování nové rakety a současně připustila, že první let se uskuteční v roce 2017; v únoru 2012 ho naplánovala na 17. prosince 2017 pod názvem Exploration Mission 1 (EM-1). První mise SLS měla být současně druhým zkušebním letem víceúčelové lodi Orion bez posádky, při níž měla kabina během sedmi dní obletět Měsíc a po dráze volného návratu se dostat zpět k Zemi a přistát.
O necelý rok později, 16. ledna 2013 NASA oznámila, že Evropská kosmická agentura postaví pro Orion servisní modul na základě evropské zásobovací lodi Automated Transfer Vehicle, takže let může být také považován za test toho, jak spolupracuje evropská část s ostatními americkými systémy.
Při první testovacím letu Exploration Flight Test 1 (EFT-1) v roce 2014 byla kabina konstruována tak, že pokud by se přidaly i chybějící části (sedadla, systém podpory života), nedosáhlo by se požadované hmotnosti. Bylo plánováno, že následné kapsle budou na základě výrobních zkušeností upraveny tak, aby byly lehčí. Orion letěl bez servisního modulu, který byl teprve ve vývoji, a při letu ho zastoupil hmotnostní a objemový model.
Nejpozději v červenci 2014 se původní plánovaný rok prvního startu posunul na listopad 2018.
V lednu 2015 NASA a Lockheed oznámili, že některé komponenty v kabině pro Artemis I mají být až o 25 procent lehčí ve srovnání s předchozí. Toho by bylo dosaženo změnou primární struktury – kabina pro Artemis I by mohla být svařena ze 3 panelů pro kužel, oproti 6 panelům použitých pro kabinu EFT-1. Celkový počet svarů by se snížil z 19 na 7, čímž by se dále ušetřila hmotnost svařovacího materiálu. Další úspory byly způsobeny přezkoumáním různých komponent a kabeláže. Pro Artemis I měla být kapsle vybavena kompletním systémem podpory života, ale zůstala by bez posádky. V únoru 2017 NASA oznámila, že Robert Lightfoot, dočasný správce agentury, požádal o průzkum možnosti změny letu Artemis I na pilotovaný. Při pilotované variantě by letěli dva astronauti a let by byl z bezpečnostních důvodů mnohem kratší. Takováto změna by znamenala i oddálení startu. Ale už 12. května 2017 NASA oznámila, že mise Artemis I bude opravdu bezpilotní.

### Kompletování sestavy

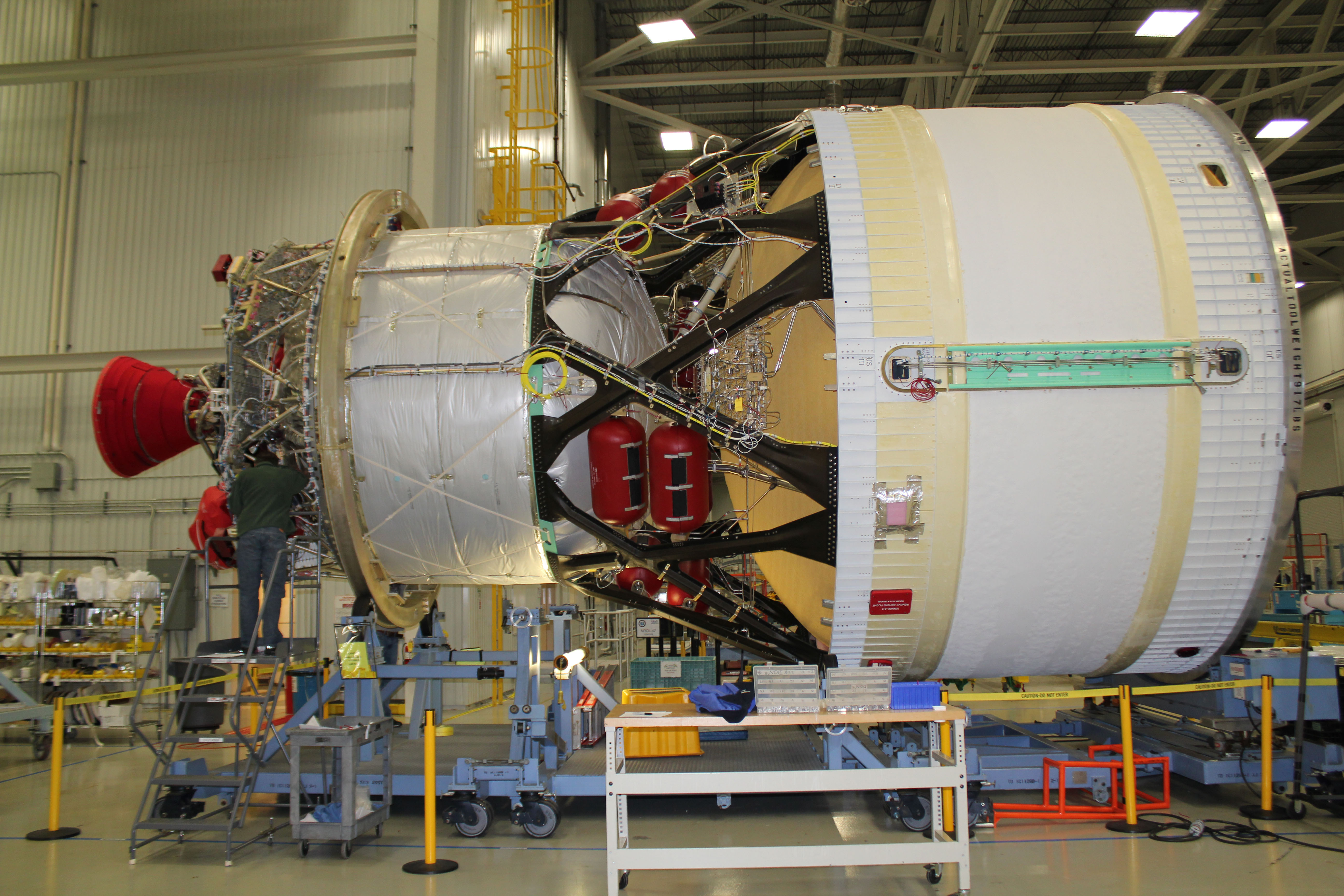
2. stupeň pro misi Artemis I

V březnu 2017 byl z továrny společnosti United Launch Aliance v Alabamě do její montážní haly na kosmodromu dopraven druhý stupeň nosné rakety pod označením ICPS a v létě téhož roku byl předán NASA. V dubnu 2017 NASA označila plánované datum prvního startu SLS slovy „ne dříve než v roce 2019“, ale už o sedm měsíců později připustila další posun, a to až na červen 2020. Během roku 2019 byl oznámen další odklad na listopad 2020 a 20. února 2020 bylo stanoveno datum startu "ne dříve než 18. dubna 2021".

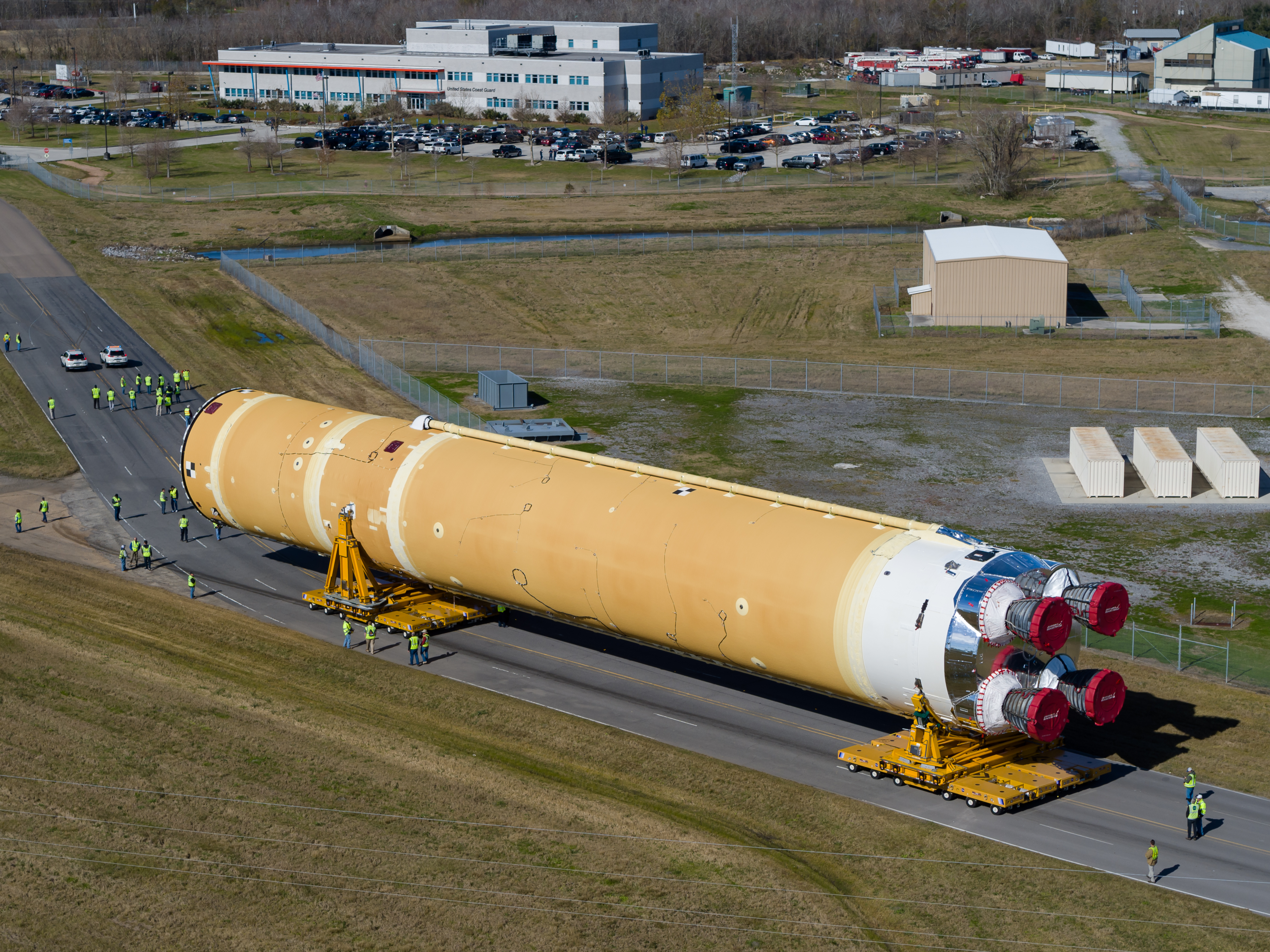
Začátek cesty centrálního stupně pro Artemis I z továrny v New Orleans na testování, 8. ledna 2020.

Centrální stupeň nosiče SLS opustil v lednu 2020 výrobní závod v New Orleans a byl lodí přepraven k testům do Stennisova vesmírného střediska poblíž města Bay St. Louis ve státě Mississippi. Testování se protáhlo na více než rok, a to jak kvůli dvouměsíčnímu přerušení provozu vyvolanému pandemii covidu-19 na jaře 2020 a pozdějším omezením způsobeným celkem pěti hurikány, tak kvůli technickým potížím spojeným s výměnou jednoho z ventilů a nutností opakovat finální osmiminutový zážeh všech čtyř motorů, které se při prvním pokusu předčasně vypnuly po 67 sekundách. NASA také nejprve 28. února zveřejnila informaci, že se start uskuteční v druhé polovině roku 2021, a v květnu 2020 ji upřesnila v tom smyslu, že první start SLS plánuje na listopad 2021.
V Kennedyho vesmírném středisku na Floridě začaly přípravy na let 15. června 2020, když sem po železnici z produkčního zařízení společnosti Northrop Grumman v Utahu dorazily segmenty urychlovacích bloků na pevné palivo. V srpnu byl lodí na kosmodrom dopraven také adaptér pro spojení prvního a druhého stupně nosné rakety. Montáž v hale VAB byla zahájena v listopadu 2020 uložením spodních segmentů obou bočních urychlovacích bloků na mobilní odpalovací platformu ML-1, ale poté byla přerušena kvůli zpoždění testů centrálního stupně v Mississippi. K obnovení práce došlo 7. ledna 2021 a počátkem března byly oba bloky kompletní.

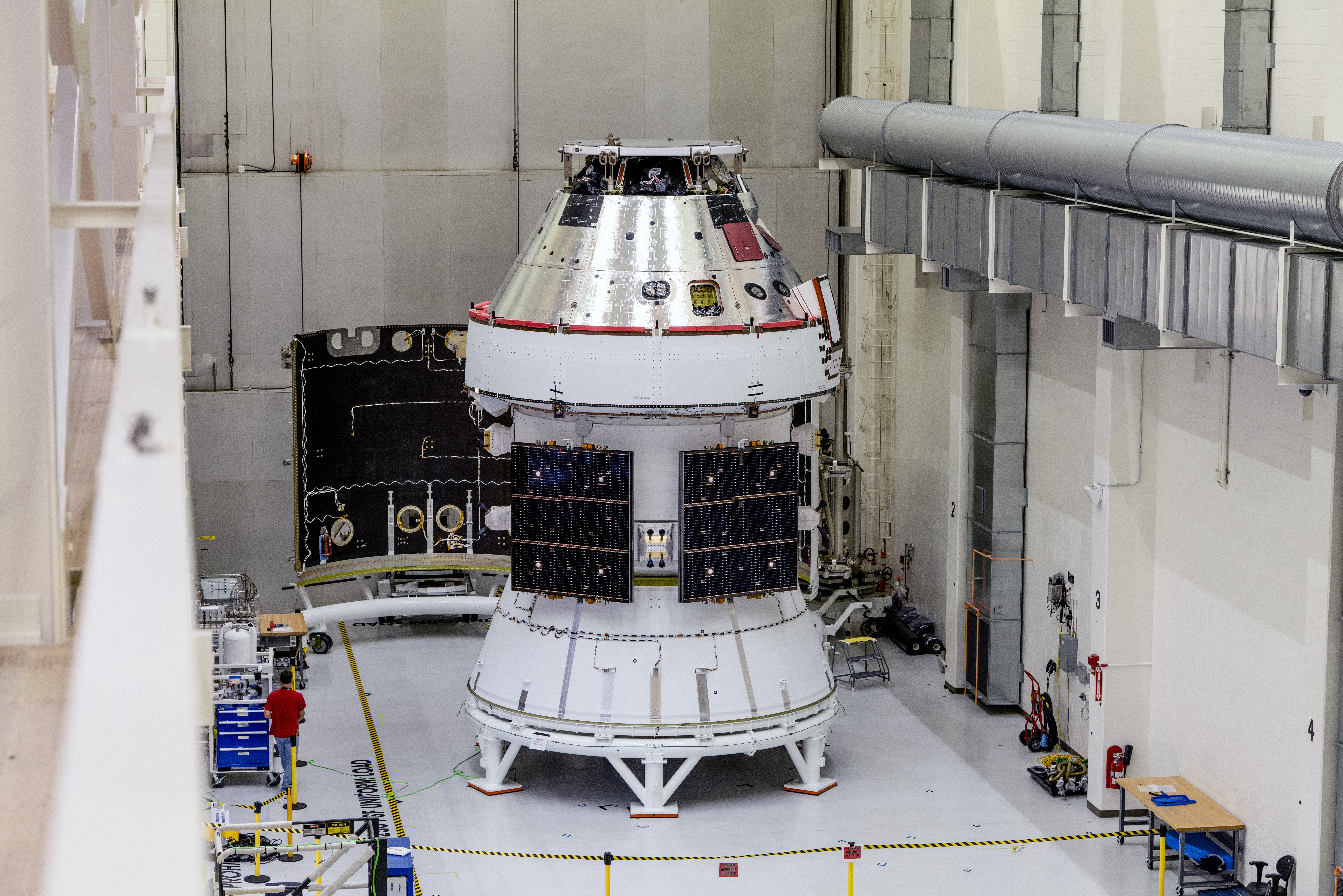
Kosmická loď Orion (říjen 2020)

Pokud jde o kosmickou loď Orion, ta v bezmála finálním stavu podstoupila na konci roku 2019 a začátkem roku 2020 čtyřměsíční testování ve středisku NASA v Ohiu a poté se vrátila zpět do KSC k dokončovacím pracím. Firma Lockheed Martin plně dokončenou loď předala k integraci s nosnou raketou 16. ledna 2021. Předstartovní servis byl zahájen kontrolou a naplněním nádrží Orionu palivem v únoru a březnu 2021.  V červenci 2021 technici loď doplnili o startovní záchranný systém a 8. září dokončili instalaci 4 aerodynamických krytů obepínajících loď v prvních minutách při startu.

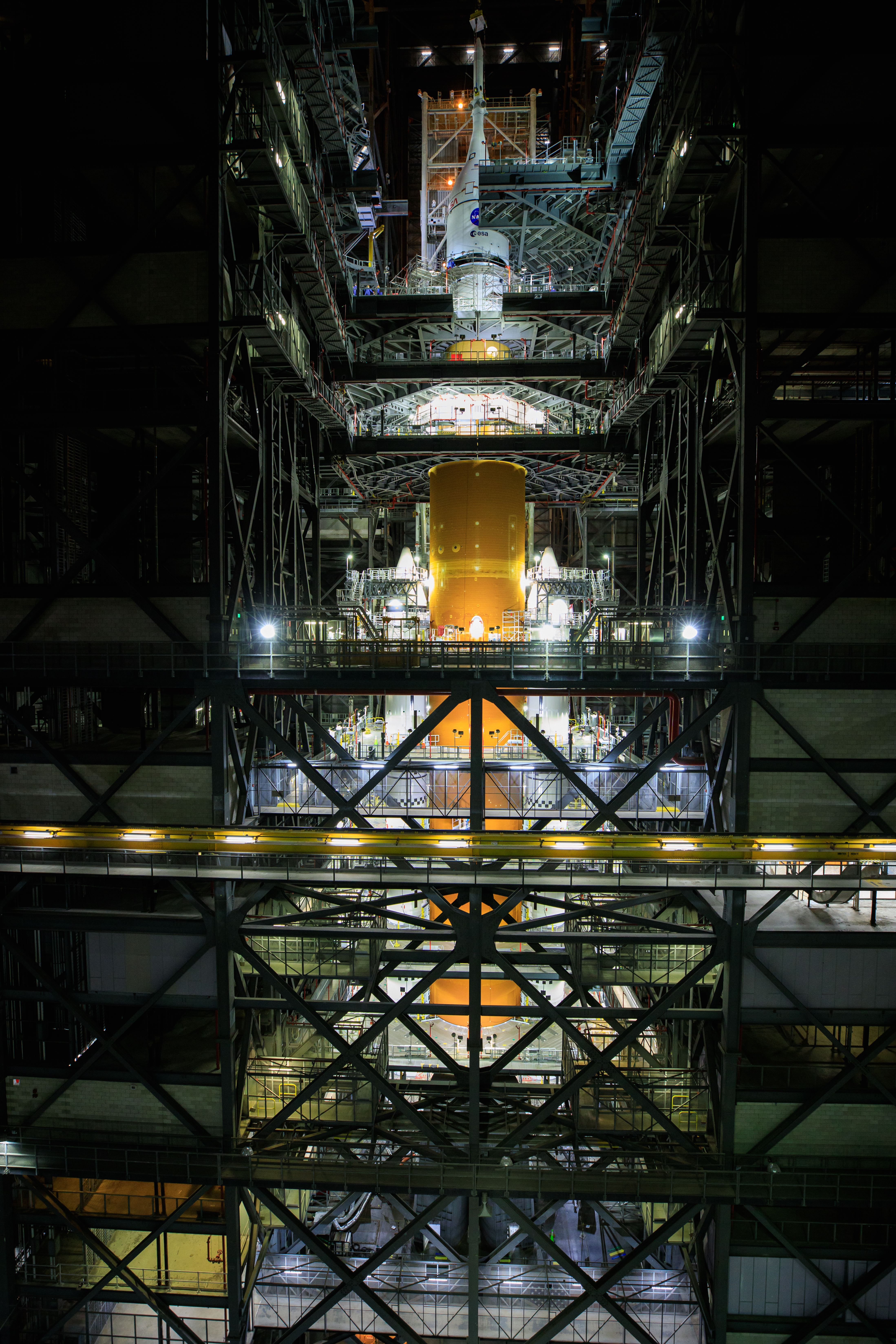
Kompletní sestava rakety SLS a kosmické lodi Orion těsně po dokončení 20. října 2021 v hale VAB.

Centrální stupeň SLS po úspěšném dokončení testů dorazil do KSC lodí 27. dubna 2021 a o dva dny později byl převezen ke zbylým součástem rakety do budovy VAB. Kvůli očekávaným 10 měsícům na přípravu celé sestavy ke startu se neoficiálně počítalo s přesunem do roku 2022, přičemž NASA ještě v srpnu 2021 oficiálně prohlašovala, že usiluje o start do konce roku. Centrální stupeň byl mezi oba dříve zkompletované boostery vsazen 12. června 2021.  Už 22. června na něj byl doplněn adaptér tvořící přechod mezi 1. a 2. stupněm a druhý stupeň ICPS se na místo dostal 6. července 2021. Po nezbytných testech byl dále 8. října 2021 na ICPS upevněn adaptér pro loď Orion s 10 cubesaty určenými k vypuštění po uvedení lodi Orion na dráhu k Měsíci a 20. října 2021 na vrchol sestavy dosedla kosmická loď Orion. NASA o dva dny později oznámila, že pracuje s termínem startu 12. února 2022.

### Testování
Bezprostředně následovalo období rozsáhlého integrovaného testování, během něhož byla 23. listopadu 2021 odhalena porucha regulátoru jednoho ze čtyř motorů RS-25. NASA 17. prosince oznámila, že dotčený kus bude nutné vyměnit a že v souvislosti s tím začala s prověřováním letových termínů na březen a duben 2022. Náhradu regulátoru technici provedli na přelomu prosince 2021 a ledna 2022 a poté pokračovali v naplánovaných testech nezbytných před vyvezením celé rakety na platformě ML-1 na startovací rampu LC-39B k provedení klíčové závěrečné zkoušky spočívající v provedení – bez několika sekund kompletní – 45hodinové předstartovní sekvence včetně naplnění nádrží palivem a okysličovadlem (tzv. zkouška mokrých šatů, Wet Dress Rehearsal, WDR). Sestava vyjela z haly VAB 17. března 2022 a test byl zahájen 1. dubna, před začátkem tankování 3. dubna byl ale přerušen v důsledku nemožnosti vytvořit přetlak v uzavřených prostorách mobilní rampy kvůli ochraně technického personálu před nebezpečnými plyny. Opakovaný pokus o natankování o den později skončil kvůli problémům s udržením nízké teploty čerpané kapaliny, které umožnily pouze částečné naplnění nádrže centrálního stupně SLS kapalným kyslíkem. Navíc technici zjistil problém s ovládáním odvzdušňovacího ventilu centrálního stupně.
Během příprav na třetí pokus o natankování 9. dubna 2022 se objevil s další problém, tentokrát se zaseklým zpětným ventilem (o délce 8 a průměru 3 centimetrů) na heliovém potrubí na 2. stupni (ICPS). Proto bylo rozhodnuto provést od 12. do 14. dubna redukovaný test WDR zaměřený pouze na centrální stupeň bez nutnosti plnit palivem ICPS, a poté vrátit celou sestavu do montážní budovy VAB. Test probíhal bez významných potíží až do zahájení plnění centrálního stupně kapalným vodíkem a zjištění úniku vodíku ve spodní části servisní věže. Stejně jako při druhém pokusu 4. dubna se i tentokrát projevily problémy s plynulostí zásobování dusíkem používaným pro řadu účelů včetně proplachování potrubí.

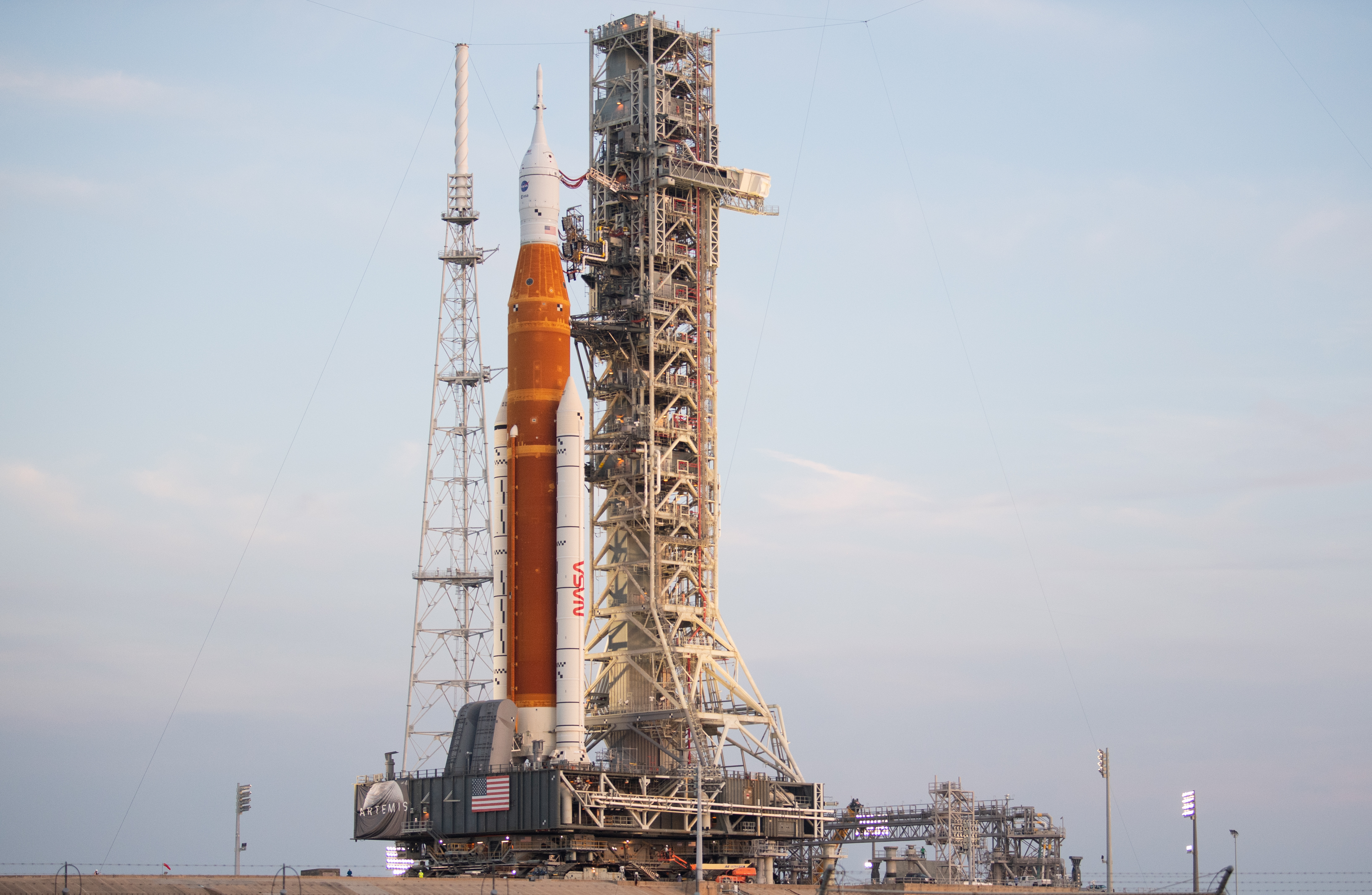
Artemis I krátce po vyvezení na rampu 39B

Artemis I se do VAB vrátila 26. dubna 2022, aby technici mohli napravit všechna zjištění z provedených testů WDR. Opravy pokračovaly po celý květen a vyvrcholily nových vyvezením lodi s raketou na startovací rampu 39B dne 6. června 2022. Během dalšího testu WDR naplánovaného na 18. až 20. června byly oba stupně rakety úspěšně naplněny pohonnými látkami. Drobný úniku vodíku při rychlém odpojení pupeční šňůry spojující raketu se servisní věží zastavil odpočítávání v čase T−29 sekund, o 20 sekund dříve, než bylo plánováno. Manažeři mise však poté oznámili, že splnili téměř všechny plánované testovací cíle a prohlásili WDR za ukončenou.
Artemis I se tak mohla 2. července 2022 naposledy vrátit do budovy VAB k závěrečným přípravám před odletem a k opravě závady na rychlém odpojení před startem, nově naplánovaným na období mezi 23. srpnem a 6. zářím. Po dokončení všech přípravných prací byla raketa SLS s lodí Orion potřetí vyvezena na rampu 17. srpna 2022.

### Plán letu
SLS odstartuje jako sice ne nejvyšší, ale zcela jistě nejsilnější raketa v lidské historii. Podle letového plánu se po 132 sekundách od centrálního stupně oranžové barvy oddělí oba boční urychlovací bloky a dopadnou do Atlantiku. Po dalších 6 minutách, během kterých se uvolní aerodynamické kryty lodi a věžička záchranného systému, ukončí svou činnost také centrální stupeň, odpojí se od 2. stupně s kosmickou lodí a asi o 100 minut později dopadne do Pacifiku.
Kosmická loď mezitím rozevře své solární panely a po zhruba jednom oběhu Země se pomocí dvou zážehů kryogenního pohonu 2. stupně (o délce 1 minuty a 20 sekund v prvním případě a 18 minut v druhém) vydá z nízké oběžné dráhy Země na translunární dráhu. Druhý stupeň se pak asi dvě hodiny po startu oddělí od kosmické lodě Orion, čímž se v adaptéru mezi oběma tělesy otevře prostor pro postupné vypuštění 10 cubesatů v několika dalších hodinách. Orion se z komunikace přes systém sledovacích a přenosových družic přepne do sítě Deep Space Network.
Loď se po asi pěti dnech letu přiblíží na asi 130 kilometrů k povrchu Měsíce a při průletu kolem něj díky gravitační síle zamíří na čtyřdenní přechodovou dráhu ke vzdálené retrográdní oběžné dráze DRO (dráha proti směru otáčení obíhaného tělesa). Na DRO se loď usadí díky kratšímu zážehu svého motoru v 10. den letu a zůstane na ní ve vzdálenosti zhruba 64 000 km od Měsíce několik dní. Přitom ve skutečnosti dokončí jen půl obletu a současně se dostane až na 480 000 kilometrů od Země a stane se rekordmanem, pokud jde o vzdálenost kosmické lodi určené pro přepravu lidí od domovské planety, prozatím ovšem bez posádky.
Plánovači mise zvolili DRO pro misi Artemis 1 z několika důvodů. Za prvé, pohonný systém kosmické lodi Orion nemá schopnost navést ji na oběžnou dráhu kolem Měsíce v nízké výšce nad povrchem, jako to dělaly lodi při misích Apollo. Navíc je DRO je stabilní drahou, protože je blízko bodu rovnováhy mezi gravitační silou ze Země a Měsíce, což snižuje množství paliva nutné pro udržení lodi na této oběžné dráze.
Pro návrat na Zemi loď použije opačný postup – nejprve pomocí zážehu svých motorů opustí DRO a po deseti dnech blízkým průletem 100 km nad povrch využije gravitační síly Měsíce, zvýší svou rychlost a zamíří zpět k Zemi. A po několikadenní zpáteční cestě – těsně před vstupem do atmosféry rychlostí 11 kilometrů za sekundu – se obytný modul oddělí od modulu servisního a otočí se tepelným štítem, což mu umožní přežít teplotu kolem 2 760 °C vyvolanou třením při brzdění o vzduchové vrstvy. Orion pak přistane na 3 padácích do Tichého oceánu u břehů Kalifornie, rychlost při dopadu bude kolem 32 kilometrů za hodinu. Bude za sebou mít zhruba 2,1 milionu kilometrů.
Pro celý let byla také připravena celá řada testů, kterými pozemní personál na dálku prověří jednotlivé systémy lodi.
- Plán letu v prvních hodinách po startu
- Plán celého průběhu mise
- Animace pohybu Měsíce (zelený) a lodi (fialová) kolem Země (modrá).
- Animace pohybu lodi (fialová) kolem Měsíce (zelený).

Loď během letu provede celou řadu testů a demonstrací nových technologií. Několikrát bude otestována např. optická navigační kamera pokročilého systému navádění, navigace a řízení (GN&C), která je určena k pořizování snímků Měsíce a Země za účelem zpřesnění orientace lodi v prostoru pohledem na velikost a polohu nebeských těles na snímku. Bude také studováno, jak rychle komunikují kamery připevněné ke koncům solárních panelů s palubní Wi-Fi sítí v různých letových konfiguracích (natočení panelů). Stejné kamery také budou dvakrát využity pořízení detailních fotografií obytného i servisního modulu kvůli identifikaci případných zásahů mikrometeoroidy nebo kosmickým smetím obklopujícím Zemi.

### Stanovení termínu startu
NASA při určování vhodných termínů startu vycházela ze čtyř primárních požadavků pro určení časů startovacích oken a všech na ně navazujících událostí:
- poloha Měsíce na jeho oběžné dráze (jako důležitý parametr pro správné uskutečnění zážehu vedoucího na správnou dráhu k Měsíci),
- světelné podmínky během letu (kosmická loď Orion nesmí být ve stínu déle než 90 minut),
- návrat do atmosféry s „odskokem“ (NASA zkouší návrat, při kterém se modul vnoří do horních vrstev zemské atmosféry, krátce z ní vyletí a teprve napodruhé provede kompletní vstup do atmosféry),
- světelné podmínky při přistání (NASA požaduje přistání za denního světla kvůli snazší činnosti záchranných týmů).

V den výročí prvního přistání lidí na Měsíci – 20. července – NASA zveřejnila termín stanovený pro první pokus o start mise, 29. srpen 2022. Dvouhodinové startovní okno se otevíralo ve 12:33 UTC, přičemž aby bylo možné termín splnit, musela se raketa na rampu 39B dostat nejpozději 18. srpna. Kabina Orion by v takovém případě přistála v Tichém oceánu 10. října 2022, tedy po 42 dnech.
Případné náhradní termíny začátku startovního okna by připadly na 2. září v 16:48 UTC (dvouhodinové okno) nebo 5. září ve 21:12 UTC (jedenapůlhodinové okno) a mise by trvaly 39 dní do 11. října 2022 v prvním případě a 42 dní do 17. října ve druhém. Při nevyužití žádného z termínů bylo s ohledem na optimální podmínky pro start vypočteno dalších celkem 15 startovních oken jen mezi 19. září a 4. říjnem a bezmála 150 do července 2023.
V případě nezdaru v jakémkoli konkrétním zvoleném termínu by však zdaleka nemohly být využity všechny další stanovené termíny, vhodné z hlediska nebeské mechaniky. Výběr omezují také různé čistě provozně-technické podmínky a omezení související s infrastrukturou Kennedyho vesmírného střediska. Např. velikost kulových nádrží pro uchování nízkoteplotního paliva na startovací rampě umožňuje zásobovat jen konečný počet pokusů před nezbytnou pauzou na doplnění nádrží z dostupných zdrojů – v případě nosiče SLS s velkou potřebou paliva připadají v úvahu nanejvýš tři pokusy týdně, z nichž druhý vyžaduje nejméně 48 hodin od prvního a třetí nejméně 72 hodin od druhého.

## Průběh mise

### Odklady startu
Start stanovený na 29. srpna 2022 byl přerušen v čase T−40 minut a později zcela zrušen kvůli nemožnosti provést ochlazení jednoho z motorů na provozní teplotu (–250 °C) a následně zjištěné závadě odvzdušňovacího ventilu na vrcholu nádrže na kapalný vodík. Krátce po zrušení startu NASA oznámila, že další pokus se odehraje 2. září v 16:48 UTC.
Tým řízení startu pak 30. srpna oznámil, že po vyhodnocení všech dat se počítá s termínem startu 3. září v 18:17 UTC. Odpočítávání bylo obnoveno v čase T−09:40 (9 hodin a 40 minut před startem), protože mnoho konfigurací potřebných pro start již bylo připraveno z předchozího pokusu a nebylo tak třeba opakovat celou předstartovní sekvenci o délce 46 hodin a 10 minut. Let měl trvat 38 dní a skončí 11. října 2022. Během přípravy startu však opakovaně došlo k únikům vodíku, a tak byl i tento pokus zhruba v čase T−2:30 zrušen.
NASA o několik hodin později oznámila, že již nebudou využity dva nejbližší možné termíny (90minutové startovní okno 5. září od 21:12 UTC a 24minutové 6. září od 22:57 UTC) a k dalšímu pokusu dojde nejdříve v dalším startovním období od 19. září do 4. října, případně ještě později, od 17. do 31. října. Záleží na tom, zda bude nutné odvézt celou sestavu lodi s raketou do budovy VAB kvůli opravám (výměně těsnění na armatuře, kterou je čerpán vodík ze startovací plošiny do centrálního stupně rakety SLS) a otestování systému ukončení letu (testování je kvůli životnosti baterií vyžadováno po 25 dnech od aktivace systému a lze ho provést pouze ve VAB). V dalším oficiálním oznámení 6. září 2022 NASA prohlásila, že výměna vadného těsnění, které 3, září způsobilo úniky vodíku, se uskuteční přímo na rampě, a o dva dny později dodala, že oficiálně požádala úřady o prodloužení lhůty týkající se systému ukončení letu a že po dokončení oprav počítá se zkušebním natankováním rakety SLS ne dříve než 17. září. V případě úspěšné zkoušky by pak připadaly v úvahu dva pokusy o start ve dnech 23. září 2022 (okno o délce 120 minut se otevírá v 10:47 UTC, let by trval do 18. října) nebo 27. září (70minutové startovací okno od 15:37 UTC, přistání 5. listopadu).
Další sdělení z 12. září posunulo termín zkoušky tankování na 21. září a nejdřívější možný termín startu na 27. září. Zkouška v určeném termínu podle sdělení NASA splnila všechny očekávané cíle, a proto byla 23. září potvrzena platnost termínu startu 27. září, ovšem s významným rizikem plynoucím z pohybu tropické bouře Hermine v Karibském moři jižně od Floridy. Záložním termínem byl 2. říjen 2022 se startovním oknem o délce 109 minut od 16:52 UTC. Loď Orion by se v takovém případě na Zemi vrátila 11. listopadu 2022. Už o den později, 24. září, NASA kvůli vývoji meteorologické situace termín 27. září zrušila a nechala otevřenou možnost startovat 2. října, pokud nebude nutné raketu před hurikánem Ian schovat do montážní budovy VAB. Ovšem už 26. září NASA právě o ukrytí rakety i se startovací plošinou rozhodla; nový termín prozatím nebyl stanoven a není ani jasné, zda se podaří raketu SLS připravit pro další startovní období, které začne 17. října 2022, potrvá do 31. října a nabídne celkem 12 možných termínů startu. Poté, co byla raketa 27. září přesunuta do budovy VAB, podstoupí řadu testů a inspekcí včetně výměny baterií systému ukončení letu kvůli jejich životnosti. Administrátor NASA Bill Nelson přitom prohlásil, že nejbližší možný termín je konec října, ale pravděpodobnější termín startu je v polovině listopadu, tedy v dalším startovacím období od 12. do 27. listopadu. Říjnový termín však definitivně padl hned o den později, kdy NASA oznámila, že cílí na listopadové startovní období, hurikán Ian nezpůsobil žádné škody na raketě SLS s lodí Orion ukryté v budově VAB, ale agentura se rozhodla poskytnout zaměstnancům Kennedyho střediska čas, aby se po bouři vypořádali s potřebami svých rodin a domovů, a poté se mohli plně soustředit na přípravu startu.
Po 14 dnech NASA oznámila, že směřuje své aktivity k termínu startu 14. listopadu 2022 v 69minutovém startovací okně, které začne v 05:07 UTC. Let by v takovém případě trval 25 a půl dne a skončil 9. prosince 2022. Jako náhradní termíny NASA stanovila dvě dvouhodinová startovací okna, a to 16. listopadu od 06:04 UTC a 19. listopadu od 06:45 UTC. Protože inspekce a analýzy v předchozích dnech potvrdily, že příprava rakety a kosmické lodi ke startu nevyžaduje žádné náročné zásahy, počítá se s vyvezením rakety na rampu 39B již 4. listopadu.2022. Týmy do té doby provedou standardní údržbu drobných poškození na systému tepelné ochrany a dobijí nebo vymění baterie na raketě, na cubesatech tvořících sekundární náklad a na systému ukončení letu. Přesun na rampu pak proběhl podle plánu, raketa SLS s lodí Orion dorazila na místo 4. listopadu kolem 13:30 UTC.  I plánovaný start 14. listopadu ale NASA o čtyři dny dříve odvolala, tentokrát kvůli možnému dopadu tropické bouře Nicole na přípravu startu. Nový termín byl stanoven na 16. listopadu, dvouhodinové startovní okno začínající v 6:04.UTC. Let by trval 25 dní do 11. prosince. Záložním termínem startu byl 19. listopad 2022.

### Start a let k Měsíci

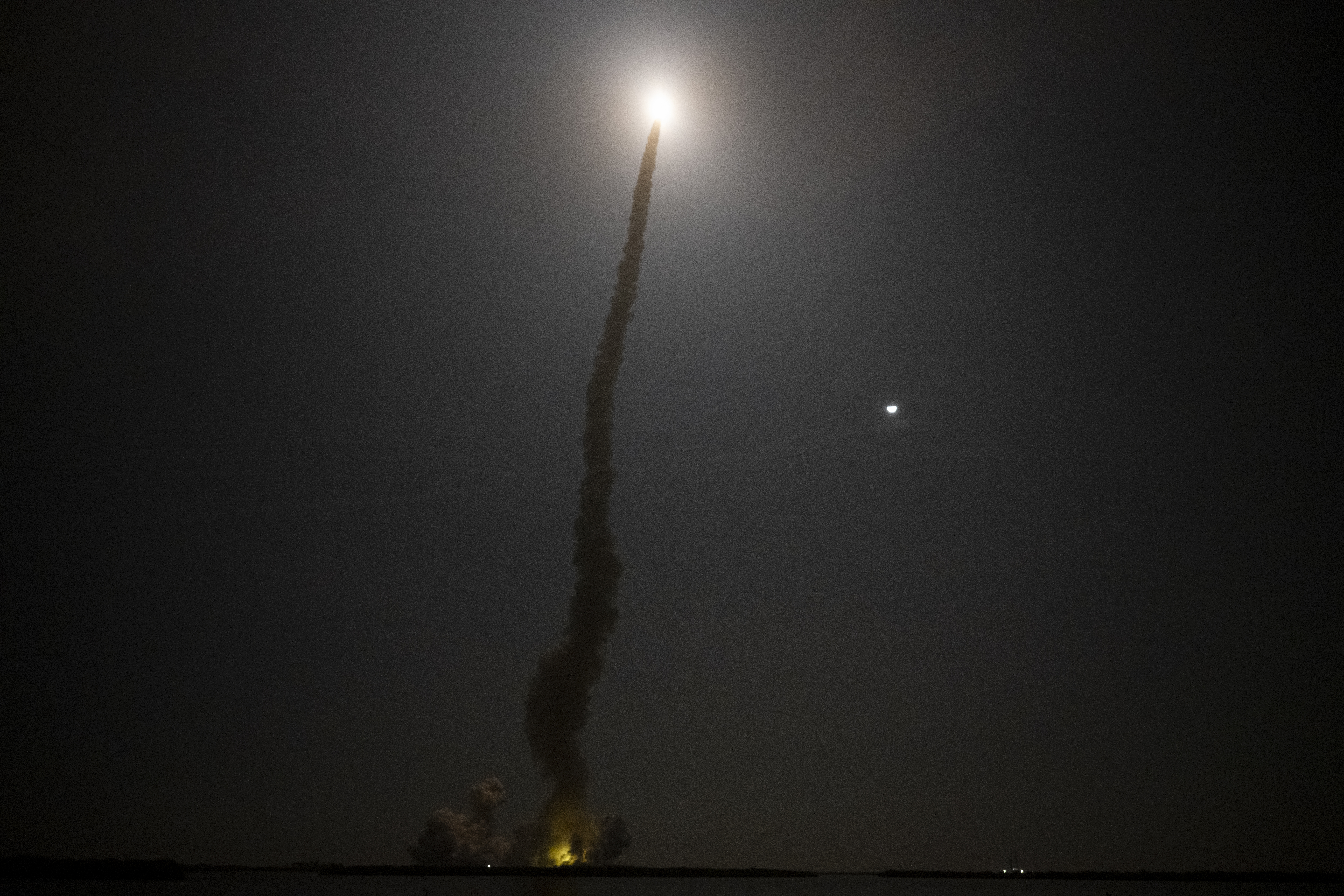

K poslednímu drobnému odkladu v rozmezí stanoveného startovacího okna došlo několik desítek minut před startem kvůli nutnosti opravy menšího úniku z jednoho z ventilů a výměny jedné ze součástí komunikačního hardwaru (konkrétně ethernetového switche). Sestava rakety SLS a lodí Orion se tak vydala na cestu 16. listopadu 2022 v 06:47:44 UTC. Dva postranní urychlovací motory se po 132 sekundách letu uvolnily od centrálního stupně rakety SLS, jehož 4 motory pak pracovaly ještě dalších šest minut. Díky tomu sestava dosáhla oběžné dráhy kolem země a druhý stupeň ICPS a s lodí Orion na špici se mohl od centrálního stupně oddělit. V 53. minutě krátkým zážehem svého motoru zvýšil perigeum dráhy, v 90. minutě zahájil sedmnáctiminutový zážeh za účelem navedení Orionu na dráhu k Měsíci a nedlouho po jeho dokončení (Trans-Lunar injection burn), v 118. minutě, se loď od druhého stupně oddělila všechny další manévry prováděla vlastním pohonem. NASA později potvrdila, že raketa SLS splnila svůj úkol a navedla loď na správnou trajektorii k Měsíci.Necelých osm hodin po startu, ve 14:32 UTC, se poprvé zapálil krátce hlavní motor Orionu, a to kvůli první z několika plánovaných korekcí dráhy a současně kvůli otestování správné funkce motoru. Zbylé typy trysek byly poprvé prověřeny v dalších dnech – trysky systému řízení reakce 17. listopadu v 11:32 UTC (zážeh na 8 sekund a impuls 0,22 m/s) a středně velké pomocné motory 20. listopadu ve 12:12 UTC (zážeh na 5,7 sekundy a impuls 0,87). Téhož dne v 19:09 UTC pak Orion proletěl hranicí, za kterou převažuje gravitační vliv Měsíce. Další den v 06:44 UTC následovala ještě čtvrtá korekce dráhy pomocí systému řízení reakce s prakticky stejnými parametry jako o 4 dny dříve.

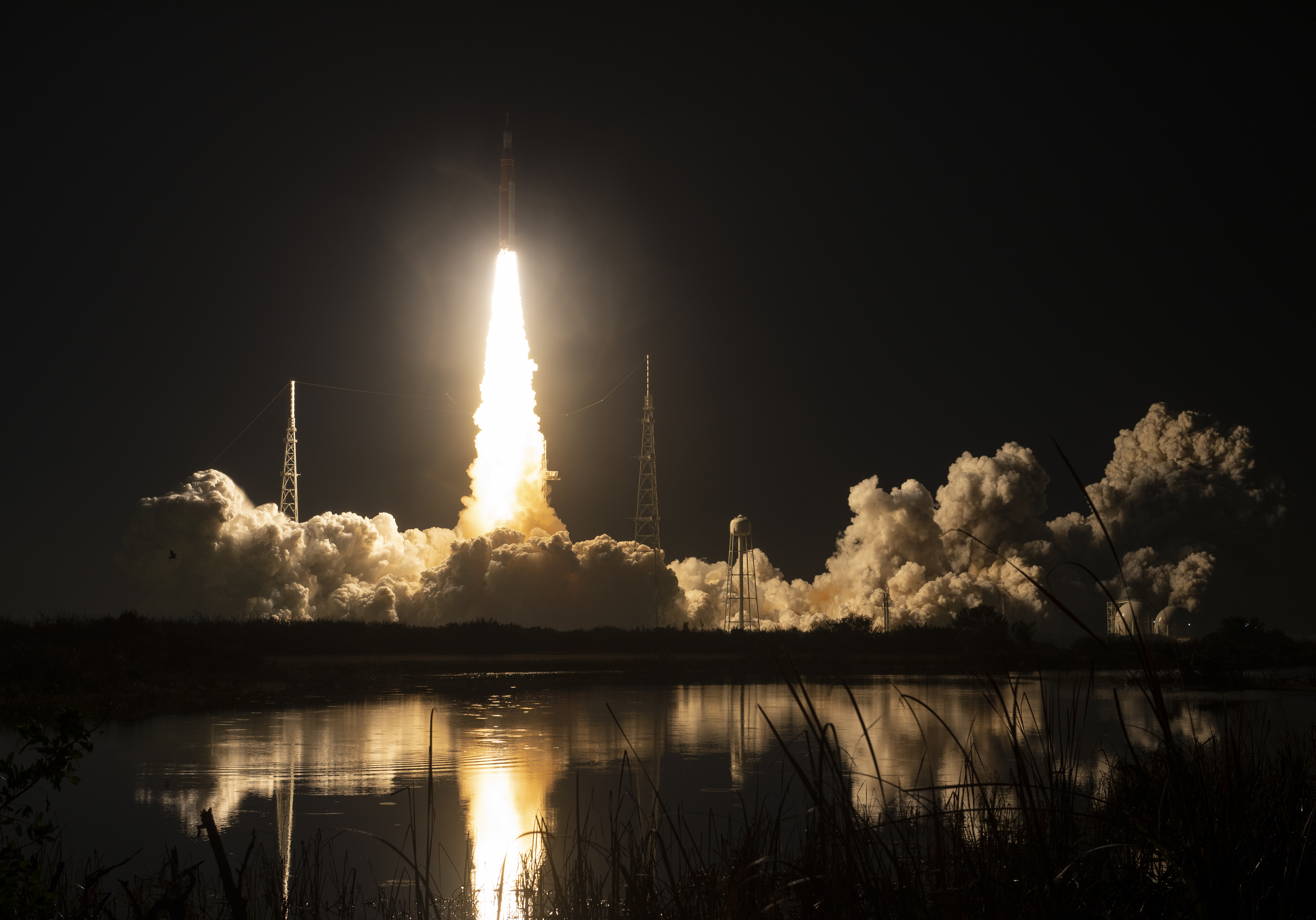

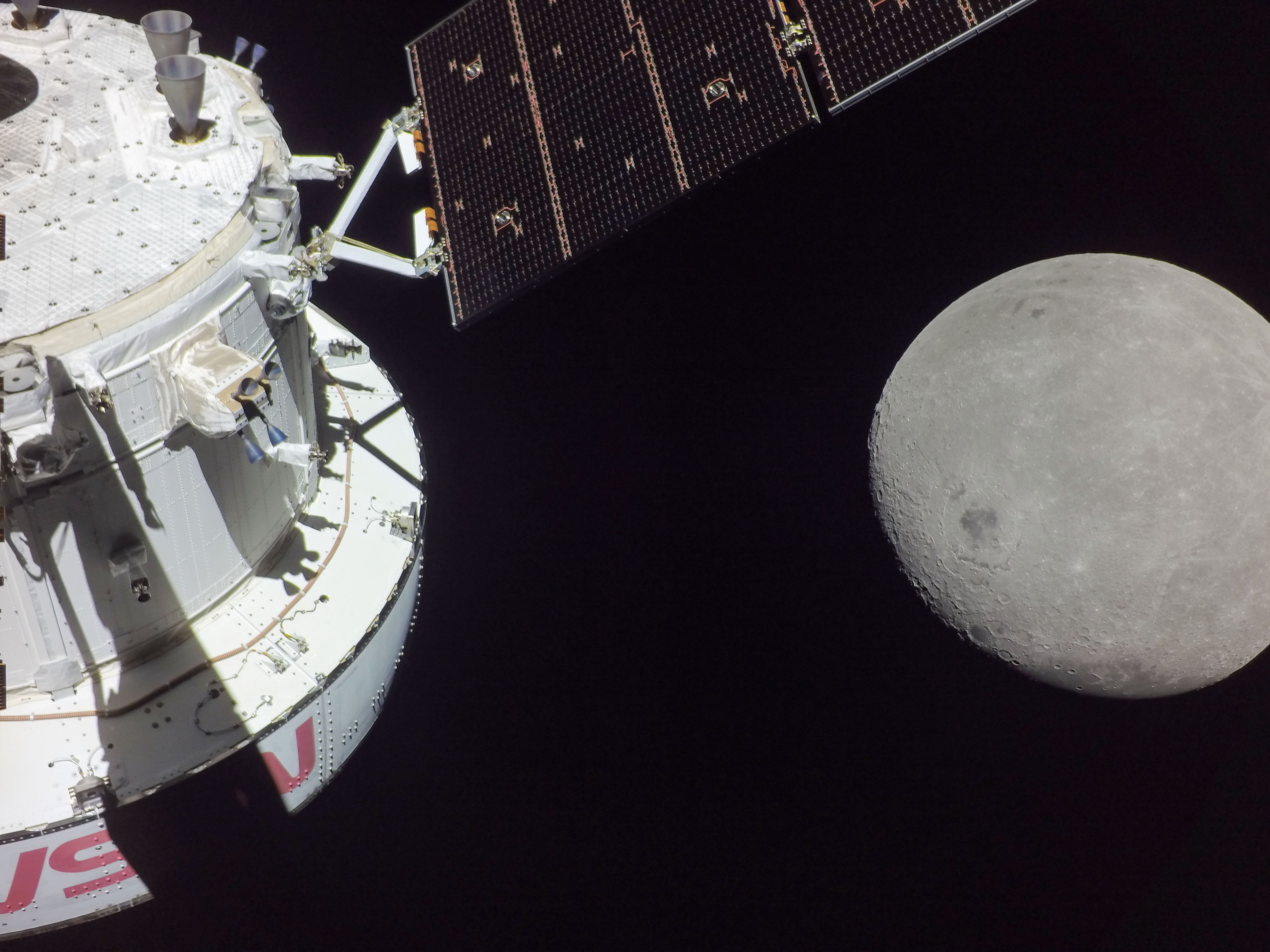
Orion při příletu k Měsíci

Loď pak musela absolvovat dva manévry nezbytné pro usazení na vzdálené retrográdní oběžné dráze (DRO, Distant Retrograde Orbit) kolem Měsíce. První z nich byl odletový zážeh (od Měsíce), který více než zdvojnásobil rychlost Orionu na zhruba 8 000 km/h. Druhým pak zážeh pro navedení na DRO (v potřebné vzdálenosti od měsíce). Odletový zážeh o délce 2 minut a 30 sekund začal 21. listopadu v 12:44 UTC, kdy se loď nacházela zhruba 500 kilometrů nad měsíčním povrchem, a krátce předtím než kolem něj proletěla v nejmenší vzdálenosti asi 130 kilometrů. Manévr zvýšil rychlost lodi o 179,58 m/s. Od 12:25 do 12:59 UTC přitom byla loď při pohledu ze Země za Měsícem a pohybovala se tak ve zcela autonomním letu.
Druhý klíčový manévr – zážeh pro navedení na DRO – se uskutečnil 25. listopadu 2022 v 21:52 UTC. Motor orbitálního manévrovacího systému se zapálil na 1 minutu a 28 sekund a přidal lodi Orion na rychlosti 110,6 m/s. Díky tomuto manévru se loď nezačala vracet zpátky k povrchu Měsíce na své protáhlé dráze, na kterou se dostala manévrem z 21. listopadu, ale uchytila se na DRO se střední výškou 64 400 kilometrů nad povrchem.
Mezi oběma zmíněnými velkými manévry došlo také na další dva korekční a testovací zážehy, tentokrát z pomocných motorů evropského servisního modulu. Ty nejprve 22. listopadu v 06:02 UTC za 5,9 sekundy zvýšily rychlost Orionu o zhruba 1 m/s a 24. listopadu v 21:52 šestnáctivteřinovým zážehem přidaly na rychlosti dalších 2,68 m/s. Technici Johnsonova vesmírného střediska v Houstonu také museli řešit nepříjemnou závadu, když 23. listopadu v 06:09 UTC na 47 ztratili datové spojení s lodí Orion. Problém vyřešili obnovením konfigurace pozemního vybavení. Kromě toho se ale věnovali plánovaným testům systémů lodi.

### Let po oběžné dráze Měsíce
Loď Orion 26. listopadu 2022 v 13:42 UTC dosáhla vzdálenosti 400 171 kilometrů (248 655 mil) od Země a už po 16 hodinách na DRO tak vyrovnala dosavadní rekord, který pro kosmická tělesa vytvořená pro dopravu posádky ustavila loď Apollo 13 během nouzového návratu z neúspěšné mise na měsíční povrch způsobené poškozením servisní sekce velitelského modulu. A o další dva dny později, 28. listopadu ve 21:06 UTC loď ustavila novou hodnotu rekordu, když dosáhla vzdálenosti od Země 432 210 km (268 563 mil).
Orion se po DRO pohyboval týden, ale dokončil přitom pouze zhruba polovinu oběhu kolem Měsíce. Technici i v této etapě letu pokračovali v programu testování a údržby lodi. První udržovací zážeh pomocných motorů servisní sekce se uskutečnil 26. listopadu v 21:52 UTC, trval 2 sekundy a rychlost lodi změnil o centimetry za sekundu. Široká škála testů a výzkumů ale běžela mimo jiné také v oborech:
- navigace, např. testy sledovačů hvězd pro správnou orientaci lodi v prostoru při různých teplotách způsobených přikloněním nebo odkloněním konkrétního sledovače k Slunci,
- radiační ochrany – sběr dat během pohybu lodi za oběžnou drahou Měsíce pomůže NASA lépe porozumět prostředí kosmického záření, které budoucí posádky zažijí, a vytvořit účinná opatření; zvláštní výzkumy souhrnně nazývané Biology Experiement-1 také zkoumaly dopad záření z hlubokého vesmíru na semena, houby, kvasinky a řasy,[129]
- kamerových systémů, nebo
- hlasově aktivovaného technologického rozhraní v kabině, do níž byly přepojovány zprávy a příkazy od techniků na Zemi.[75]

Úspěšné splnění všech úkolů dokonce dovolilo přidat dodatečné cíle letových zkoušek, např. shromáždění dalších poznatků o teplotních systémech evropského servisního modulu. Orion během většiny mise letěl se zadní částí přivrácenou ke Slunci, aby solární panely na servisním modulu generovaly maximální výkon. Při doplněném testu byla loď z této optimální pozice natáčena až o 20 stupňů a přitom byl sledován vliv vystavení větší plochy povrchu Slunci na tepelnou bilanci lodi. Její správné vyladění má vliv nejen na komfort posádky, ale také na jednotlivé součásti technologie, kdy by např. nedostatek tepla mohl způsobit zadření ventilů nebo zamrznutí potrubí s důležitou provozní kapalinou. Běžně se to řeší ohřívači, které ale spotřebovávají velký díl elektřiny a jejich případné nahrazení přirozeným přílivem tepla od slunce by mohlo významně pomoci elektrické bilanci lodí při dalších misích.
Kvůli dalšímu dodatečnému úkolu byla prodloužena další korekce dráhy, naplánovaná na 30. listopadu v 21:54. Celkem šest pomocných trysek na servisním modulu se zažehlo na 95 sekund, což poskytlo další data k chování trysek a jejich tepelnému vlivu na solární panely a pomohlo upřesnit provozní omezení Orionu. Loď zrychlila o 13,22 m/s. Čtyři úkoly byly přidány také na zpáteční cestu Orionu na Zemi – dva se týkají testování systému řízení tlaku v kabině, jeden schopností Orionu provádět polohové manévry rychlostí, která bude nezbytná pro let Artemis II, a poslední schopnosti řízení polohy lodi s omezenými možnostmi. Celkem bylo doplněno 11 letových testů nad předem daný rámec 124 testovacích cílů, které inženýři NASA stanovených na začátku mise.
Výsledky zjištění z probíhajících testů řídicí techniky uspokojily. ESA oznámila, že rezerva paliva se po celý let zvyšovala, solární pole produkovaly asi o 15 % více energie, než bylo plánováno, spotřeba byla naopak nižší, protože tepelné prostředí je z hlediska kosmické lodi mnohem šetrnější, než se předpokládalo. Pravdou ovšem je, že kabina pro Artemis I neobsahovala plný systém podpory života, který bude nasazen až na misi Artemis II.

### Návrat k Zemi a přistání
Návrat z DRO začal 1. prosince 2022 ve 21:54 UTC, kdy Orion zapálil svůj hlavní motor na 1 minutu a 45 sekund a zrychlil o 138,5 m/s, což ho navedlo na protáhlou eliptickou dráhu s nejnižším bodem méně než 130 km nad povrchem Měsíce. Po cestě k loď provedla další korekční manévry trysek systému řízení polohy k upřesnění trajektorie. První z nich, 2. prosince v 03:54 UTC, pětisekundovým zážehem změnil rychlost lodi o 0,15 m/s (asi půl kilometru za hodinu), druhý 4. prosince v 16:43 UTC zažehnutím na 17 sekund zvýšil rychlost Orionu o 0,52 m/s (1,87 km/h) a třetí manévr 5. prosince v 10:43 UTC, pouhých šest hodin před blízkým průletem kolem Měsíce, zážehem na 20,1 sekundy zvýšil rychlost lodi o 2,24 km/h (0,62 m/s).
Orion pak doletěl po své trajektorii nejblíže k Měsíci a v 16:43 UTC ve výši 129,7 km nad povrchem provedl poslední velký – ve skutečnosti největší – motorický manévr na své cestě. Odehrál se zcela bez pozemní kontroly, protože Orion se v tu chvíli pohyboval nad odvrácenou stranou Měsíce a byl na zhruba 30 minut bez spojení se Zemí. Součástí bylo i sklopení solárních panelů servisního modulu, aby nebyly poškozeny. Zážeh trval 3 minuty a 27 sekund a hlavní motor při něm zvýšil rychlost lodi o 293 m/s (1 054,8 km/h),  což ji s využitím gravitace Měsíce namířilo po nové trajektorii ke vstupu do atmosféry Země. Už 6. prosince 2022 v 07:29 UTC loď rychlostí kolem 800 km/h (~220 m/s) definitivně opustila oblast, v níž převažoval gravitační vliv Měsíce, a pod vlivem Země začala postupně zrychlovat. O tři hodiny později, v 10:43 UTC byl proveden čtvrtý korekční manévr trajektorie – i tentokrát pomocí trysek systému řízení reakce, které během zážehu o dílce 5,7 sekundy upravily rychlost Orionu o 0.16 m/s.   

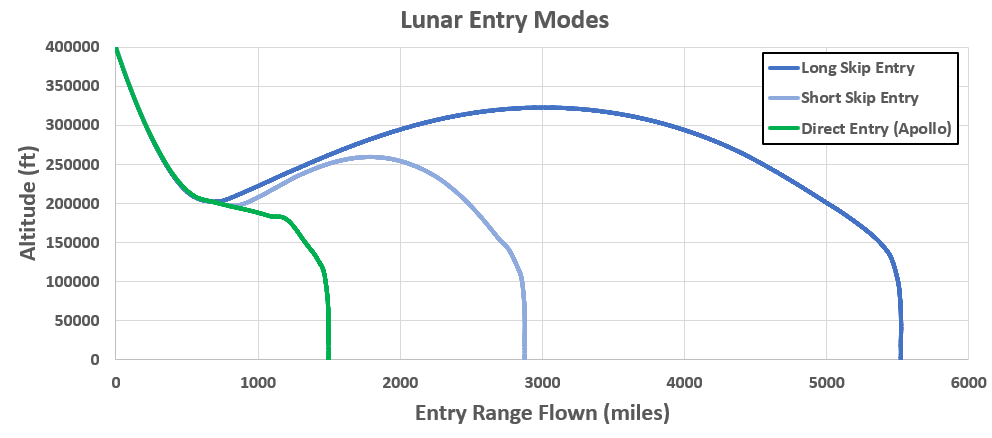
Profil letu lodi Orion při dvoufázovém průletu atmosférou s možnosti přesnější volby místa přistání v porovnání s přímou přistávací trajektorií lodí Apollo (zeleně).

Letoví dispečeři pak dál pokračovali v programu testování lodi a jejích systémů. Uskutečnili měření vlivu jednotlivých skupin pomocných motorů na trajektorii a prostorovou orientaci lodi – podobný test uskutečnili už během osmého dne letu a technici zopakováním testu při návratu získali srovnávací data pro lepší porozumění chování lodi s různým množstvím paliva v nádržích. Testy prošly také další systémy včetně navigace a tepelné ochrany a pokračoval sběr dat o radiační zátěži testovacích figurín v kabině lodi. Řídící tým kromě toho 8. prosince s ohledem na předpovědi počasí vybral místo přistání v Tichém oceánu, poblíž ostrova Guadalupe, 480 kilometrů jižně od primární přistávací plochy nacházející se asi 80 kilometrů od pacifického pobřeží nedaleko města San Diego. Pro přílet po očekávané trajektorii byl 10. prosince v 20:20 UTC byl provedena pátá korekce – pomocné motory 7,2sekundovým zážehem zrychlily Orion o 1,56 m/s – a o 16 hodin později, 11: prosince ve 12:20 UTC (pět hodin před vstupem do atmosféry) také korekce šestá – trysky systému řízení reakce se zažehly na 8,4 sekundy a dodaly impuls 0,34 m/s.

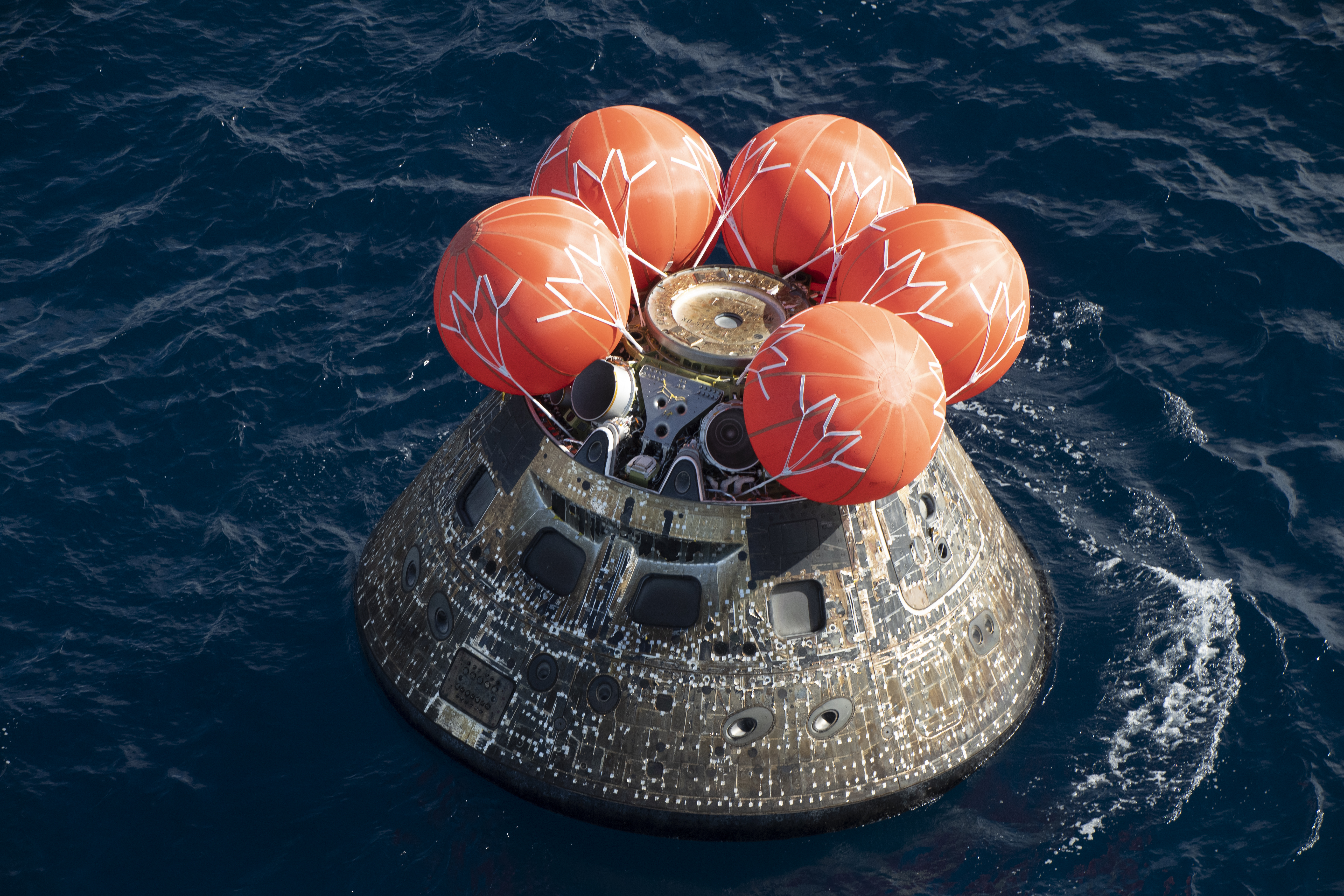
Loď Orion po přistání na hladinu Tichého oceánu.

Díky již zmíněné postupnému zrychlování vlivem rostoucí gravitace na cestě k Zemi letěl Orion 7. prosince 2022 21:00 UTC rychlosti 1 319 km/h, o půlnoci na 9. prosince 2 277 km/h a téhož dne ve 20:30 UTC už 3 380 km/h. Loď zrychlovala i nadále a na úplném konci cesty, 11. prosince 2022, ji čekala vůbec nejdůležitější zkouška – při návratu do atmosféry vysokou rychlostí kolem 40 tisíc km/h ověřila schopnost tepelného štítu obytného modulu ochránit loď a její posádku při budoucích návratech z Měsíce. Zatímco evropský servisní modul byl kolem 17:00 UTC odhozen a shořel, obytný modul vstoupil ve směru z jihu na sever do atmosféry v 17:20 UTC a zbrzdil se na 523 km/h, čímž se uvolnilo velké množství tepla, které rozžhavilo tepelný štít modulu na teplotu přes 2 700 °C. Modul pak na krátkou dobu z atmosféry vystoupil, a to díky otočení lodi a změně jejího těžiště ve výšce zhruba 66 kilometrů nad povrchem Země, odkud znovu vyletěl do výšky zhruba 99 kilometrů a poté začal znovu samovolně klesat k závěrečné fázi přistání na padácích, které se otevřely v 17:35 UTC a donesly loď bezpečně na povrch Země v 17:40 UTC. Později byla vyzvednuta na palubu USS Portland, transportní lodi amerického námořnictva.

## Posádka
Mise Artemis I je sice bezpilotní, ale kabina obytné sekce není zcela prázdná. NASA totiž obsadila velitelské křeslo testovací figurínou Moonikin Campos oblečenou do nového ochranného obleku modré barvy. Arturo Campos, podle něhož byla figurína pojmenována ve veřejném hlasování, byl známý elektroinženýr NASA, který významně přispěl k záchraně posádky neúspěšné mise Apollo 13. Moonikin je vybaven senzory pro záznam zrychlení a vibrací. A navíc má dva senzory záření, které sledují akumulovanou expozici během několikatýdenního kosmického letu mimo ochranné van Allenovy pásy, které chrání před kosmickou radiací Zemi a její nejbližší okolí včetně nízkých oběžných drah, na kterých se pohybuje například Mezinárodní vesmírná stanice.
Dalšími dvěma „členkami“ posádky jsou torza figurín pojmenovaných Helga a Zohar. NASA tak společně s Německou kosmickou agenturou DLR uskutečňuje výzkum pojmenovaný Matroshka AstroRad Radiation Experiment (MARE) s cílem dosáhnout co nejlepší ochrany posádky při dalších misích. Proto jsou oba trupy vyrobeny z materiálů, které napodobují kosti, měkké tkáně a orgány dospělých žen, aby bylo možné měřit dávku záření v orgánech, které jsou na záření obzvláště citlivé. Detailní snímání radiační zátěže v jednotlivých etapách letu zajistí celkem 5 600 senzorů. Zohar je navíc oblečena do radiační vesty AstroRad, takže experiment poskytne vědcům a technikům také významná srovnávací data.

## Sekundární náklad

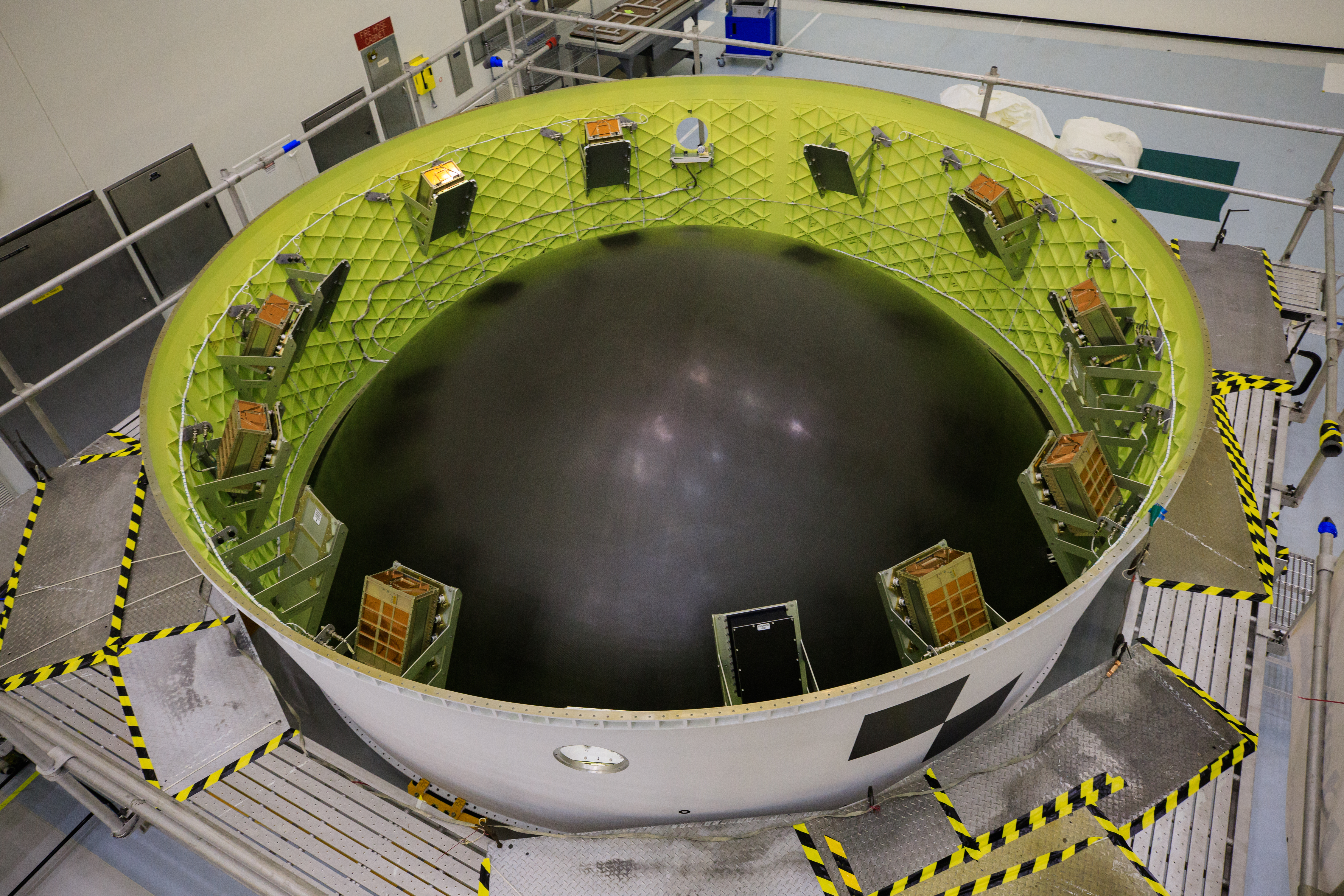
Adaptér mezi 2. stupněm SLS a lodí Orion naplněný 10 cubesaty, které budou uvolněny na dráze k Měsíci.

NASA původně vybrala celkem 13 nízkonákladových cubesatů ve formátu šesti standardních jednotek (6U, o rozměrech) jako sekundární náklad pro testovací let Artemis I, který byl umístěn v adaptéru mezi druhým stupněm rakety a kosmickou lodí. Dva cubesaty byly vybrány prostřednictvím NASA Next Space Technologies for Exploration Partnership, tři prostřednictvím Human Exploration and Operations Mission Directorate, dva prostřednictvím Science Mission Directorate a tři byly vybrány od mezinárodních partnerů NASA:
- Lunar Flashlight je vesmírná sonda, která má určit přítomnost, nebo nepřítomnost nekrytého vodního ledu a z měřit jeho koncentraci s přesností jednoho až dvou kilometrů v trvale zastíněných místech na měsíčním jižním pólu.[163][164]
- Near-Earth Asteroid Scout je koncept řiditelného cubesatu, který by se měl v roce 2023 setkat s blízkozemním asteroidem díky gravitačnímu manévru při průletu kolem měsíce a solární plachtě o ploše 86 metrů čtverečních, schopné využít k pohonu tlak slunečního záření. Pozorování bude provedeno při blízkém průletu (asi 10 km) prostřednictvím monochromatické kamery s vysokým rozlišením pro měření fyzikálních vlastností asteroidů v blízkosti Země. Získané informace se také budou moci využít u plánované mise Asteroid Redirect Mission.[165][166]
- BioSentinel je mise v rámci astrobiologie, která použije kvasinky pro detekci, měření a porovnání vlivu vesmírného záření na živé organismy při dlouhém pobytu mimo nízkou oběžnou dráhu Země.[167]
- LunIR (původně SkyFire) je určen pro spektroskopické a termografické mapování povrchu během průletu kolem Měsíce. Zařízení na základě zakázky NASA vytvořila společnost Lockheed Martin za 1,4 milionu dolarů.[168][169]
- Lunar IceCube, navržený pro NASA univerzitou Morehead State, bude hledat důkazy o vodním ledu z nízké oběžné dráhy Měsíce a během letu otestuje iontový pohon.[170][169]
- CuSP (CubeSat for Solar Particles) bude jedním z prvních cubesatů pohybujících se meziplanetárním prostorem. Je navržen tak, aby studoval částice a magnetické pole, které proudí ze Slunce,[171] a má sloužit jako základ koncepce proveditelnosti sítě stanic pro sledování vesmírného počasí.[172]
- Lunar Polar Hydrogen Mapper (LunaH-Map), navržený na Arizonské státní univerzitě, bude mapovat vodík uvnitř kráterů poblíž jižního pólu Měsíce. Použije detektor neutronů pro měření energií neutronů, které interagují s materiálem na povrchu měsíce. Jeho mise má trvat 60 dní, během kterých oběhne 141 kolem Měsíce.[173]
- EQUULEUS, předložený agenturou Tokijskou univerzitou a JAXA, bude zkoumat zemskou plazmosféru a radiační prostředí v okolí Země. Zároveň bude také demonstrovat nízkoenergetické manévry pro kontrolu trajektorie v prostoru mezi Zemí a Měsícem.[174]
- OMOTENASHI, vyvinutý japonskou agenturou JAXA, se jako jediný z cubesatů při misi Artemis I pokusí o řízené přistání na povrchu Měsíce s pomocí motorů na tuhé palivo a v závěrečné fázi také airbagů a systému pro tlumení nárazu. JAXA tak bude demonstrovat technologie pro malé, nízkonákladové sondy pro studium měsíčního povrchu. Satelit také bude během sestupu a na povrchu měřit úrovně záření.[175]
- ArgoMoon, předložený Italskou kosmickou agenturou, je navržen tak, aby snímkoval Interim Cryogenic Propulsion Stage (ICPS) společně s Orionem. Také bude demonstrovat technologie nezbytné pro manévrování a práci malé kosmické lodi v blízkosti ICPS.

Další tři cubesaty byly vybrány v soutěži Cube Quest Challenge, kterou vyhlásila NASA pro vědecké týmy z USA s cílem otevřít průzkum hlubokého vesmíru sondám z nevládních organizací. Dne 8. června 2017 byly v Amesově výzkumném centru NASA vyhlášeny vítězné cubesaty:
- Cislunar Explorers z Cornellovy univerzita v Ithace (stát New York) je určen zejména k předvedení a testování pohonného systému na bázi vody a optických navigačních systémů; po vypuštění by se rozdělil na dvě nezávisle letící části.[178]
- CU-E3 z Coloradské univerzita v Boulderu s cílem vydat se do vzdálenosti přes 4 miliony kilometrů od Země a otestovat malou plochou anténu pro komunikaci v hlubokém vesmíru.
- Team Miles, který bude také testovat komunikaci ze vzdálenosti přibližně 4 milionů kilometrů od Země, ale především předvede navigaci v hlubokém vesmíru pomocí inovativních plazmových motorů, který vyvinuly floridské společnosti Miles Space a Fluid & Reason.[179]

Artemis I však nakonec odstartovala osazena pouze 10 cubesaty, protože tři z vybraných projektů nebyly dokončeny. Laboratoř proudového pohodu NASA uvedla, že se zdržela při testování původně pořízeného pohonného systému pro cubesat Lunar Flashlight a během pandemie koronaviru nestihla dokončit náhradní pohon, je však připravena na budoucí možnosti vypuštění. Podobně mise Cislunar Explorers nebyla navzdory obrovskému úsilí studentů a celého týmu Cornellovy univerzity včas doručena k montáži do SLS kvůli několikaměsíčnímu omezení přístupu do laboratoře v kampusu. Také v tomto případě bude po řádném dokončení příprav ke startu univerzita hledat další příležitosti ke startu. Třetím nedokončeným projektem byla mise CU-E3, v tomto případě však žádné vysvětlení není k dispozici.
Všechny cubesaty byly v den startu postupně uvolněny podle plánu. 

## Podobné mise
Podobnou, avšak pilotovanou misí byl let Apollo 8, který se uskutečnil v roce 1968. Posádku tvořili tři astronauti, mise byla určena pro testy velitelského a servisního modulu Apolla mimo nízkou oběžnou dráhu Země. Motor servisního modulu byl využit třikrát pro vstupy a opuštění oběžné dráhy Měsíce.